# Gouania polygama
Gouania polygama är en brakvedsväxtart som först beskrevs av Nikolaus Joseph von Jacquin, och fick sitt nu gällande namn av Ignatz Urban. Gouania polygama ingår i släktet Gouania och familjen brakvedsväxter. Inga underarter finns listade i Catalogue of Life.